# Rob Riggle
Robert Aloysius "Rob" Riggle Jr. (Louisville, Kentucky; 21 de abril de 1970) es un actor y comediante estadounidense.
Es más conocido por su trabajo como corresponsal en The Daily Show de Comedy Central desde de 2006 a 2008, como miembro del elenco de Saturday Night Live desde 2004 hasta 2005, y por sus papeles cómicos en películas como The Hangover, The Other Guys, The Lorax, 21 Jump Street, The Goods: Live Hard, Sell Hard y Step Brothers. A partir de 2011, ha coprotagonizado la serie de comedia-acción de Adult Swim, NTSF:SD:SUV::. A partir de septiembre de 2012, sustituyó a Frank Caliendo para los sketch de comedia y las porciones de pronóstico de Fox NFL Sunday.
Riggle fue también miembro del Cuerpo de Marines de los Estados Unidos como oficial de la reserva. Se retiró en 2013, tras 23 años de servicio.

## Filmografía

### Cine
| Año  | Título                                      | Rol                           | Notas         |
| ---- | ------------------------------------------- | ----------------------------- | ------------- |
| 2003 | Pushing Tom                                 | Bob                           |               |
| 2004 | Blackballed: The Bobby Dukes Story          | Eddie Reynolds                |               |
| 2004 | Terrorists                                  | Badger                        |               |
| 2006 | Talladega Nights: The Ballad of Ricky Bobby | Jack Telmont                  |               |
| 2006 | Unaccompanied Minors                        | Hoffman, jefe de los guardias |               |
| 2007 | Super High Me                               | Él mismo                      |               |
| 2007 | Wild Girls Gone                             |                               |               |
| 2008 | Step Brothers                               | Randy                         |               |
| 2009 | The Goods: Live Hard, Sell Hard             | Peter Selleck                 |               |
| 2009 | The Hangover                                | Agente Franklin               |               |
| 2009 | May the Best Man Win                        | John Freeman                  |               |
| 2010 | Furry Vengeance                             | Riggs                         |               |
| 2010 | Going the Distance                          | Ron                           |               |
| 2010 | Killers                                     | Henry                         |               |
| 2010 | The Other Guys                              | Martin                        |               |
| 2011 | High Road                                   | James Malone Sr.              |               |
| 2011 | Larry Crowne                                | Jack Strang                   |               |
| 2012 | Big Miracle                                 | Dean Glowacki                 |               |
| 2012 | Nature Calls                                | Gentry                        |               |
| 2012 | 21 Jump Street                              | Mr. Walters                   |               |
| 2012 | The Lorax                                   | Aloysious O'Hare              | Voz           |
| 2013 | The Internship                              | Randy                         |               |
| 2014 | Just Before I Go                            |                               | Posproducción |
| 2014 | Let's Be Cops                               | Segars                        |               |
| 2014 | 22 Jump Street                              | Mr. Walters                   |               |
| 2014 | Dumb and Dumber To                          | Travis/Capitán Lippencott     |               |
| 2015 | Absolutely Anything                         |                               |               |
| 2017 | How to Be a Latin Lover                     | Scott                         |               |
| 2017 | A Happening of Monumental Proportions       | Ned Pendlehorn                |               |
| 2017 | Emoji: la película                          | Helado                        |               |
| 2018 | 12 Strong                                   | Col. Max Bowers               |               |
| 2018 | Amor a medianoche                           | Jack                          |               |
| 2018 | Night School                                | Mackenzie                     |               |
| 2018 | Status Update                               | Darryl Moore                  |               |
| 2020 | The War with Grandpa                        | Arthur                        |               |
| 2022 | The Curse of Bridge Hollow                  | Sully                         |               |
| 2023 | Strays                                      | Rolf                          | Voz           |

### Televisión
| Año       | Título                        | Rol                              | Notas                                           |
| --------- | ----------------------------- | -------------------------------- | ----------------------------------------------- |
| 1998–2004 | Late Night with Conan O'Brien | Distintos personajes             | Varios episodios                                |
| 1998–2000 | Upright Citizens Brigade      | Distintos personajes             | Cinco episodios                                 |
| 2004      | Straight Plan for the Gay Man | Rob: Culture Guy                 | Tres episodios                                  |
| 2004      | Chappelle's Show              | Debt Consolidation Pop-Up        | Un episodio                                     |
| 2004–2005 | Saturday Night Live           | Miembro del reparto              | 20 episodios                                    |
| 2005–2006 | Love, Inc.                    | Major Curtis                     | Dos episodios                                   |
| 2006–2008 | The Daily Show                | Corresponsal                     | Varios episodios                                |
| 2006      | The Office                    | Capitán Jack                     | Un episodio                                     |
| 2006      | Arrested Development          | Congresista John Van Huesen      | Un episodio                                     |
| 2006–2007 | Campus Ladies                 | Glen                             | Dos episodios                                   |
| 2007      | Family Values                 | Theo Gladdings                   | Sitcom Piloto                                   |
| 2007–2008 | Human Giant                   | Distintos personajes             | Varios episodios                                |
| 2007–2008 | Bronx World Travelers         | Entrenadores                     | Dos episodios                                   |
| 2009–2010 | Gary Unmarried                | Mitch                            | Siete episodios                                 |
| 2009–2010 | American Dad!                 | Varias voces                     | Cuatro episodios                                |
| 2010      | Chuck                         | Jim Rye                          | Varios episodios                                |
| 2010      | The Cleveland Show            | Chet Butler                      | Un episodio                                     |
| 2010      | Comedy Central Presents       | Él mismo                         | Un episodio                                     |
| 2010      | Glenn Martin DDS              | Duke                             | Un episodio                                     |
| 2010      | Team Spitz                    | Jeff Spitz                       | CBS Sitcom Piloto                               |
| 2010–2011 | Funny or Die Presents         | Distintos personajes             | Varios episodios                                |
| 2011      | 30 Rock                       | Reggie                           | Un episodio                                     |
| 2011      | Childrens Hospital            | Dr. Brock Stryker                | Un episodio                                     |
| 2011      | Happy Endings                 | Drew                             | Un episodio                                     |
| 2011      | Home Game                     | Joe Allen                        | Sitcom de la CBS, Piloto                        |
| 2011      | Ugly Americans                | Sargento instructor              | Un episodio                                     |
| 2011–2012 | NTSF:SD:SUV::                 | Presidente de la Navy            | Varios episodios                                |
| 2012      | Victorious                    | Vice Principal of Hollywood Arts | Episodio: "The Breakfast Bunch"                 |
| 2012      | World Series of Dating        | Host                             | Varios episodios                                |
| 2012      | Wilfred                       | Kevin Jesquire                   | Varios episodios                                |
| 2012      | Fox NFL Sunday                | Self                             | Primera aparición el 9 de septiembre de 2012    |
| 2012      | New Girl                      | Big Schmidt                      | Episodio: "Parents"                             |
| 2013      | Hollywood Game Night          | Él mismo                         | Episodio: "Don't Kill My Buzz-er"               |
| 2013      | Drunk History                 | J. Edgar Hoover                  | Episodio: "Atlanta"                             |
| 2013-2014 | Modern Family                 | Gil Thorpe                       | Episodios: "Flip Flop", "Career Day" "The Feud" |